# Sateré-Seidenäffchen
Das Sateré-Seidenäffchen (Mico saterei, Syn.: Callithrix saterei) ist eine Primatenart aus der Familie der Krallenaffen. Es ist nach einem im Verbreitungsgebiet lebenden indigenen Volk benannt.

## Merkmale
Sateré-Seidenäffchen erreichen eine Kopfrumpflänge von 20 bis 23 Zentimetern, der Schwanz wird mit 34 bis 36 Zentimetern deutlich länger. Ihr Gewicht beträgt 400 bis 470 Gramm, damit zählen sie zu den schwersten Seidenäffchen. Ihr Fell ist am Kopf und am vorderen Teil des Rumpfes weiß gefärbt, der hintere Teil des Rumpfes und die Pfoten sind dunkelbraun, der Schwanz ist schwarz. Der Bauch ist hellbraun, am Oberschenkel erstreckt sich ein gelblicher Streifen. Das Gesicht ist unbehaart und fleischfarben. Bei beiden Geschlechtern sind die Geschlechtsorgane von fleischigen Fortsätzen umgeben, deren Sinn unklar ist. Wie bei allen Krallenaffen befinden sich an den Fingern und Zehen (mit Ausnahme der Großzehe) Krallen statt Nägeln.

## Verbreitung und Lebensraum

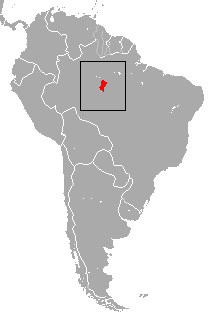
Verbreitungsgebiet (rot)

Sateré-Seidenäffchen bewohnen ein kleines Gebiet im Amazonasbecken im brasilianischen Bundesstaat Amazonas. Ihr Verbreitungsgebiet liegt östlich des Rio Madeira zwischen den Flüssen Rio Canumã-Sucunduri und Rio Abacaxis. Ihr Lebensraum sind tropische Regenwälder.

## Lebensweise
Diese Primaten sind tagaktiv, in der Nacht schlafen sie im Pflanzendickicht oder in Baumhöhlen. Sie halten sich meist in den Bäumen auf, wo sie sich auf allen vieren oder springend fortbewegen. Sie dürften wie alle Marmosetten in Gruppen leben, die um ein fortpflanzungsfähiges Paar organisiert sind. Ihre Nahrung besteht neben Früchten und Insekten auch aus Baumsäften, dazu besitzen sie wie alle Marmosetten ein spezialisiertes Gebiss zum Annagen der Baumrinde.

## Gefährdung
Sateré-Seidenäffchen sind in ihrem kleinen Lebensraum häufig und auch anpassungsfähig, sie kommen auch mit teilweise gerodeten Lebensräumen zurecht. Die IUCN listet sie als nicht gefährdet (least concern).